# Liste afrikanischer Dramatiker
Die Liste afrikanischer Dramatiker ist sowohl geographisch als auch alphabetisch sortiert.

## Liste (geographisch)
Diese Liste ist innerhalb der jeweiligen Länder chronologisch geordnet.

### Ägypten
- Ahmed Zaki Abu Shadi (1892–1955)
- Taufiq al-Hakim (1898–1987)
- Ali Ahmad Bakathir (1910–1969)
- Abo El Seoud El Ebiary (1910–1969)
- Nagib Mahfuz (1911–2006)
- No'man Ashour (1918–1987)
- Fathia al-Assal (1933–2014)
- Lenin el-Ramly (1945–2020)
- Sara Shaarawi (* 1989)

### Algerien
- Assia Djebar (1936–2015)

### Burkina Faso
- Étienne Minoungou (* 1968)

### Elfenbeinküste
- Germain Coffi Gadeau (≈1913–2000)
- Bernard Binlin Dadié (1916–2019)

### Eritrea
- Alěmsěgěd Tesfai (* 1944)

### Ghana
- Michael Dei-Anang (1909–1977)
- Efua Theodora Sutherland (1924–1996)
- Ama Ata Aidoo (1942–2023)
- Mohammed ben Abdallah (* 1944)

### Guinea
- Hakim Bah (* 1987)

### Guinea-Bissau
- Abdulai Sila (* 1958)

### Kamerun
- Guillaume Oyônô Mbia (1939–2021)
- Alexandre Kum'a Ndumbe III. (* 1946)

### Kenia
- Kuldip Sondhi (1924–2021)
- Ngũgĩ wa Thiong’o [James Ngugi] (1938–2025)

### Mali
- Seydou Badian Kouyaté (1928–2018)

### Niger
- Abdoulaye Mamani (1932–1993)

### Nigeria
- Bola Agbaje (o.A.)
- Hubert Ogunde (1916–1990)
- Ezekiel Mphahlele (1919–2008)
- Duro Ladipo (1926–1978)
- Wole Soyinka (* 1934)
- Zulu Sofola (1935–1995)
- John Pepper Clark (1935–2020)
- Femi Osofisan (* 1946)
- Julie Okoh (* 1947)
- Osonye Tess Onwueme (* 1955)
- Kelvinmary Ndukwe (o. A.)

### Republik Kongo
- Sony Labou Tansi [Marcel Ntsoni] (1947–1995)
- Dieudonné Niangouna (* 1976)

### Ruanda
- Hope Azeda (* 1970er-Jahre)
- Carole Karemera (* 1975)

### Sambia
- Fwanyanga Mulikita (1928–1998)

### Senegal
- Léopold Sédar Senghor (1906–2001)

### Simbabwe
- Dambudzo Marechera (1952–1987)
- Andrew Whaley (* 1958)
- Tsitsi Dangarembga (* 1959)

### Südafrika
- Nadine Gordimer (1923–2014)
- Arthur Maimane (1932–2005)
- Athol Fugard (1932–2025)
- Winston Ntshona (1941–2018)
- John Kani (* 1943)
- Reza de Wet (1952–2012)
- Mbongeni Ngema (1956–2023)

### Tansania
- Ebrahim Hussein (* 1943)

### Tunesien
- Jalila Baccar (* 1952)

### Uganda
- Judith Adong (* 1977)

## Liste (alphabetisch)

### A
- Ahmed Zaki Abu Shadi (1892–1955), Ägypten
- Judith Adong (* 1977), Uganda
- Bola Agbaje (o.A.), Nigeria
- Fathia al-Assal (1933–2014), Ägypten
- Taufiq al-Hakim (1898–1987), Ägypten
- Ama Ata Aidoo (1942–2023), Ghana
- Hope Azeda (* 1970er-Jahre), Ruanda

### B
- Jalila Baccar (* 1952), Tunesien
- Seydou Badian Kouyaté (1928–2018), Mali
- Hakim Bah (* 1987), Guinea
- Mohammed ben Abdallah (* 1944), Ghana

### C
- John Pepper Clark (1935–2020), Nigeria
- Germain Coffi Gadeau (um 1913–2000), Elfenbeinküste

### D
- Bernard Binlin Dadié (1916–2019), Elfenbeinküste
- Tsitsi Dangarembga (* 1959), Simbabwe
- Michael Dei-Anang (1909–1977), Ghana
- Reza de Wet (1952–2012), Südafrika
- Amadou Cissé Dia (1915–2002), Senegal
- Assia Djebar (1936–2015), Algerien

### E
- Abo El Seoud El Ebiary (1910–1969), Ägypten
- Lenin el-Ramly (1945–2020), Ägypten

### F
- Athol Fugard (1932–2025), Südafrika

### G
- Nadine Gordimer (1923–2014), Südafrika

### H
- Ebrahim Hussein (* 1943), Tansania

### K
- John Kani (* 1943), Südafrika
- Carole Karemera (* 1975), Ruanda
- Alexandre Kum'a Ndumbe III. (* 1946), Kamerun

### L
- Duro Ladipo (1926–1978), Nigeria

### M
- Nagib Mahfuz (1911–2006), Ägypten
- Arthur Maimane (1932–2005), Südafrika
- Abdoulaye Mamani (1932–1993), Niger
- Dambudzo Marechera (1952–1987), Simbabwe
- Étienne Minoungou (* 1968), Burkina Faso
- Ezekiel Mphahlele (1919–2008), Südafrika
- Fwanyanga Mulikita (1928–1998), Sambia

### N
- Peter Nazareth (* 1940), Uganda
- Kelvinmary Ndukwe (o.A.), Nigeria
- Mbongeni Ngema (1956–2023), Südafrika
- Ngũgĩ wa Thiong’o [James Ngugi] (* 1938), Kenia
- Dieudonné Niangouna (* 1976), Republik Kongo
- Winston Ntshona (1941–2018), Südafrika

### O
- Hubert Ogunde (1916–1990), Nigeria
- Julie Okoh (* 1947), Nigeria
- Osonye Tess Onwueme (* 1955), Nigeria
- Femi Osofisan (* 1946), Nigeria
- Guillaume Oyônô Mbia (1939–2021), Kamerun

### S
- Léopold Sédar Senghor (1906–2001), Senegal
- Sara Shaarawi (* 1989), Ägypten
- Abdulai Sila (* 1958), Guinea-Bissau
- Zulu Sofola (1935–1995), Nigeria
- Kuldip Sondhi (1924–2021), Kenia
- Wole Soyinka (* 1934), Nigeria
- Efua Theodora Sutherland (1924–1996), Ghana

### T
- Alěmsěgěd Tesfai (* 1944), Eritrea
- Sony Labou Tansi (Marcel Ntsoni) (1947–1995), Republik Kongo

### W
- Andrew Whaley (* 1958), Simbabwe

## Stücktexte auf Deutsch
- Hakim Bah: Auf dem Rasen (Sur la pelouse). Übersetzt von: Claudius Lünstedt. In: Leyla-Claire Rabih / Frank Weigand (Hrsg.): Scène 19. Berlin 2016
- Athol Fugard: Mit Haut und Haar (The Blood Knot). In: Joachim Fiebach (Hrsg.): Stücke Afrikas. Berlin 1974
- Athol Fugard: Botschaft von Aloen [Aloen] (A Lesson from Aloes) / Master Harold ... und die Boys (Master Herold ... and the Boys). In: Athol Fugard: Aloen / Dimetos / Master Herold ... and the Boys. Berlin 1985 / Athol Fugard: Master Harold ... und die Boys / Botschaft von Aloen. Frankfurt am Main 1984
- Athol Fugard: Dimetos. In: Athol Fugard: Aloen / Dimetos. / Master Herold ... and the Boys. Berlin 1985
- Athol Fugard: Hallo und Adieu (Hello and Goodbye) / Da leben Leute (People Are Living There) / Buschmann und Lena (Boesman and Lena) / Aussagen nach einer Verhaftung aufgrund des Gesetzes gegen Unsittlichkeit (Statements After an Arrest Under the Immorality Act) / [gemeinsam mit John Kani und Winston Ntshona:] Sizwe Bansi ist tot (Sizwe Bansi is dead) / Die Insel (The Island). In: Athol Fugard: Stücke. Berlin 1980.
- Ebrahim N. Hussein: Kinjeketile. Übersetzt von: Joachim Fiebach. In: Joachim Fiebach (Hrsg.): Stücke Afrikas. Berlin 1974
- Alexandre Kum'a Ndumbe III.: Lumumba II. / Ach, Kamerun! Unsere alte deutsche Kolonie ... / Kafra-Biatanga – Tragödie Afrikas / Das Fest der Liebe – Die Chance der Jugend. Berlin 2006.
- Dambudzo Marechera: Die Haut der Zeit: Stücke von Buddy. Übersetzt von: Wolfgang Gehrmann. In: Dambudzo Marechera: Die Haut der Zeit. Wuppertal 1989
- Ngũgĩ wa Thiong’o [James Ngugi]: Der schwarze Eremit (The Black Hermit). In: Marianne Bretschneider / Helmut Heinrich (Hrsg.): Der Löwe und die Perle. Vier Dramen. Berlin 1973
- Ngũgĩ wa Thiong’o [James Ngugi]: Morgen um diese Zeit (This Time Tomorrow). Übersetzt von: Hans Joachim Schädlich. In: Joachim Fiebach (Hrsg.): Stücke Afrikas. Berlin 1974
- Guillaume Oyônô-Mbia: Heirat in Mvoutessi (Three suitors - one husband). Übersetzt von: Joachim Fiebach. In: Joachim Fiebach (Hrsg.): Stücke Afrikas. Berlin 1974
- Léopold Sédar Senghor: Chaka. Übersetzt von: Janheinz Jahn. In: Janheinz Jahn (Hrsg.): Léopold Sédar Senghor. Botschaft und Anruf. Sämtliche Gedichte. München 1963
- Abdulai Sila: Zwei Schüsse und ein Lachen. Übersetzt von: Renate Heß. In: Abdulai Sila: Zwei Schüsse und ein Lachen. Berlin 2021
- Kuldip Sondhi: Unter Vorbehalt (With Strings). In: Joachim Fiebach (Hrsg.): Stücke Afrikas. Berlin 1974
- Wole Soyinka: Der Löwe und die Perle (The Lion and the Jewel). In: Marianne Bretschneider / Helmut Heinrich (Hrsg.): Der Löwe und die Perle. Vier Dramen. Berlin 1973
- Wole Soyinka: Die Verrückten und die Spezialisten (Madmen and Specialists) / Die Bakchen des Euripides (The Bacchae of Euripides) / Requiem für einen Futurologisten (Requiem for a Futurologist). Übersetzt von: Joachim Fiebach. In: Joachim Fiebach (Hrsg.): Wole Soyinka. Stücke. Berlin 1987
- Wole Soyinka: Tanz der Wälder (A Dance of the Forests) / Die Straße (The Road). Übersetzt von: Olga und Erich Fetter. In: Joachim Fiebach (Hrsg.): Stücke Afrikas. Berlin 1974
- Alěmsěgěd Tesfai: Der andere Krieg (The Other War). Übersetzt von: Teclu Lebassi und Erika Beltz. In: Alemseged Tesfai: Zwei Wochen in den Schützengräben. Berlin 2019